# Dmîtrivske, Bârzula
Dmîtrivske (în ucraineană Дмитрівське) este un sat în comuna Liubașivka din raionul Bârzula, regiunea Odesa, Ucraina.

## Demografie
Componența lingvistică a localității Dmîtrivske
     Ucraineană (87,5%)
     Română (6,94%)
     Rusă (4,86%)
     Alte limbi (0,69%)
Conform recensământului din 2001, majoritatea populației localității Dmîtrivske era vorbitoare de ucraineană (87,5%), existând în minoritate și vorbitori de română (6,94%) și rusă (4,86%).